# Pérez
Pérez – miasto w Argentynie, położone w południowej części prowincji Santa Fe.

## Opis
Miejscowość została założona 1886 roku, obecnie wchodzi w skład aglomeracji Rosario. W mieście znajduje się węzeł drogowy-RP114 i RN33  i linia kolejowa. 